# Trachythecium submammillosulum
Trachythecium submammillosulum är en bladmossart som beskrevs av Fleischer 1923. Trachythecium submammillosulum ingår i släktet Trachythecium och familjen Hypnaceae. Inga underarter finns listade i Catalogue of Life.